# Ihor Vorončenko
Ihor Oleksandrovyč Vorončenko (in ucraino Воронченко Ігор Олександрович?; Babaji, 22 agosto 1964) è un ammiraglio ucraino.
Dal 2016 al 2020 ha ricoperto l'incarico di comandante della marina militare ucraina.

## Biografia
Diplomatosi alla Scuola Superiore di Comando Carristi di Tashkent, Vorončenko è stato assegnato alla Germania Est dove fu comandante di un plotone di carri armati fino al 1988. Divenuto comandante di una compagnia di carri armati nel distretto militare bielorusso. Dopo il crollo dell'Unione Sovietica tornò in Ucraina e ha continuato il servizio nella Guardia Nazionale dell'Ucraina a Kharkiv. Poi si è laureato presso l'Accademia delle forze armate dell'Ucraina. A partire dal 1998, ha prestato servizio in Crimea come comandante di un reggimento della Guardia Nazionale. E poi è diventato il capo dell'Amministrazione per la difesa costiera della marina ucraina in Crimea.
Durante l'annessione russa della Crimea di febbraio-marzo 2014, Vorončenko è stato catturato e tenuto prigioniero per quattro giorni prima di essere rilasciato il 27 marzo 2014.
Vorončenko è stato nominato comandante ad interim della marina ucraina il 25 aprile 2016. E il 3 luglio 2016 il presidente Petro Porošenko lo ha nominato comandante della marina ucraina. Lo stesso giorno a Vorončenko è stato promosso al grado di viceammiraglio. L'11 giugno 2020 il presidente Volodymyr Zelens'kyj ha nominato Oleksij Neižpapa nuovo comandante della marina ucraina.